# Julia Nolan
Julia Nolan, född 1611, död 1701, var en irländsk medlem av dominikanorden. Hon var ledare och abbedissa för den kvinnliga delen av dominikanorden i Galway 1686-1701. 
Julia Nolan tillhörde en förmögen irländsk familj i Galway. Hon blev medlem i dominikanorden då den etablerades i Galway 1644. Vid engelsmännens erövring av Galway 1652 lämnade hon Irland tillsammans med medlemmarna i andra katolska klosterordnar och reste till Spanien. Dominikanorden kunde återvända till Galway under Jakob II av Englands regering 1686, och hon blev då dess ledare och abbedissa med ansvar för dess etablering och Mary Lynch som sin priorinna. Efter att det jakobinska upproret slagits ned på Irland 1691 blev klosterordnarna på Irland liksom katolicismen i sin helhet återigen förföljd, och 1698 utvisades klosterordnarna från Irland. Julia Nolan avled 1701 och efterträddes som abbedissa av Maria Lynch, under vars ledning klosterorden, efter att en tid ha levt under jorden, återigen emigrerade till Spanien. 